# Abynotha meinickei
Abynotha meinickei är en fjärilsart som beskrevs av Erich Martin Hering 1926. Abynotha meinickei ingår i släktet Abynotha och familjen tofsspinnare. Inga underarter finns listade i Catalogue of Life.